# 堀内厚生
堀内 厚生（ほりうち あつお、1931年または1932年 – 2024年 <令和6年> 3月8日）は、日本の地方公務員。名古屋市水道局長、名古屋市収入役を歴任。勲等は瑞宝中綬章。

## 人物・経歴
青森県生まれ、静岡大学卒業、1956年 (昭和31年) 名古屋市役所に入庁し水道局に配属された。同局労務課労務係長、総務課調査係長。1972年 総務部調査課長となり、管理部長、局次長、局長、収入役を歴任。市役所退職後は財団法人名古屋国際センター理事長、東山公園協会特別顧問、水問題研究所理事長、一般社団法人全国水道管内カメラ調査協会特別顧問を務めた。

## 栄典
- 2012年 平成24年の叙勲で瑞宝中綬章を受章[1]
- 日本水道協会名誉会員[4]

## 著書
- 鍋屋上野浄水場の「銘板」（水問題研究所）[5]